# Hồ Yamdrok
Hồ Yamdrok (chữ Tạng: ཡར་འབྲོག་གཡུ་མཚོ་; Wylie: Yar-'brog G.yu-mtsho; ZWPY: Yamzho Yumco; tiếng Trung: 羊卓雍錯) là một trong ba hồ linh thiêng lớn nhất tại Khu tự trị Tây Tạng. Hồ có chiều dài 72 km (45 mi). Bao quanh hồ là các ngọn núi phủ tuyết trắng và hồ được cấp nước từ nhiều con suối nhỏ. Hồ có một dòng nước thoát ra ở cực phía tây.
Khoảng 90 km về phía tây của hồ là Gyantse còn thủ phủ Lhasa nằm cách hồ khoảng 100 km về phía đông bắc. Theo thần thoại địa phương, hồ Yamdok là do một nữ thần biến thành.
Cạnh hồ Yamdrok có một nhà máy điện được hoàn thành và khánh thành vào năm 1996 gần ngôi làng nhỏ Pai-Ti ở cực tây của hồ. Đây là nhà máy điện lớn nhất tại Tây Tạng.